# Qal‘ehcheh (ort i Iran)
Qal‘ehcheh (persiska: قِليچی, قلعه چه, Qelīchī) är en ort i Iran.   Den ligger i provinsen Ardabil, i den nordvästra delen av landet, 400 km nordväst om huvudstaden Teheran. Qal‘ehcheh ligger 1 693 meter över havet och antalet invånare är 118.
Terrängen runt Qal‘ehcheh är huvudsakligen kuperad, men åt sydost är den platt. Qal‘ehcheh ligger uppe på en höjd. Runt Qal‘ehcheh är det ganska tätbefolkat, med 139 invånare per kvadratkilometer. Närmaste större samhälle är Ardabil, 17,6 km norr om Qal‘ehcheh. Trakten runt Qal‘ehcheh består i huvudsak av gräsmarker.